# قياص (فرع العدين)

تعديل مصدري - تعديل

قياص هي إحدى قرى عزلة العاقبة بمديرية فرع العدين التابعة لمحافظة إب، بلغ تعداد سكانها 1032 نسمة حسب تعداد اليمن لعام 2004.